# Kivisaari (ö i Finland, Norra Karelen, Joensuu, lat 62,68, long 31,15)
Kivisaari är en ö i Finland. Den ligger i sjön Nuorajärvi och i kommunen Ilomants i den ekonomiska regionen  Joensuu ekonomiska region  och landskapet Norra Karelen, i den sydöstra delen av landet, 400 km nordost om huvudstaden Helsingfors. Öns area är 0,3 hektar och dess största längd är 130 meter i öst-västlig riktning.